# Dennis Bozic
Dennis Mile Bozic, född 2 augusti 1990 i Södertälje, Södermanland, är en svensk före detta professionell ishockeyspelare. Han är fostrad i Södertälje och har deltagit i ett flertal landskamper på juniornivå. Han har spelat 34 matcher för Linköping HC i SHL. Medan han var kontrakterad för Linköping lånades han ut till ett flertal klubbar i Hockeyallsvenskan. Flest matcher spelade han för IF Sundsvall Hockey och IK Oskarshamn. Sundsvall skrev också eget kontrakt med honom. Efter spelarkarriärens slut verkade han som huvudtränare för Herlev Eagles och Södertälje SK.

## Spelarkarriär
| 2007–08                  | Linköping HC             | Elitserien               | 2   | 0 | 0  | 0  | 0  | — | — | — | — | — |
| 2008–09                  | Linköping HC             | Elitserien               | 21  | 0 | 1  | 1  | 2  | — | — | — | — | — |
| 2008–09                  | Nybro Vikings IF         | HA                       | 2   | 0 | 0  | 0  | 0  | — | — | — | — | — |
| 2008–09                  | Malmö Redhawks           | HA                       | 3   | 0 | 0  | 0  | 0  | — | — | — | — | — |
| 2009–10                  | Linköping HC             | Elitserien               | 5   | 0 | 0  | 0  | 2  | 8 | 0 | 0 | 0 | 0 |
| 2009–10                  | IK Oskarshamn            | HA                       | 42  | 2 | 8  | 10 | 43 | — | — | — | — | — |
| 2010–11                  | Linköping HC             | Elitserien               | 6   | 0 | 0  | 0  | 0  | — | — | — | — | — |
| 2010–11                  | Västerås IK              | HA                       | 9   | 0 | 1  | 1  | 4  | — | — | — | — | — |
| 2010–11                  | HC Vita Hästen           | Div. 1                   | 1   | 0 | 0  | 0  | 0  | — | — | — | — | — |
| 2010–11                  | IF Sundsvall Hockey      | HA                       | 18  | 4 | 0  | 4  | 6  | — | — | — | — | — |
| 2011–12                  | IF Sundsvall Hockey      | HA                       | 43  | 3 | 4  | 7  | 18 | 4 | 0 | 0 | 0 | 0 |
| 2011–12                  | Modo Hockey              | Elitserien               | 2   | 0 | 0  | 0  | 0  | — | — | — | — | — |
| 2012–13                  | Medvescak Zagreb         | EBEL                     | 53  | 1 | 7  | 8  | 23 | 6 | 0 | 1 | 1 | 2 |
| 2012–13                  | Medvescak Zagreb II      | CIHL                     | —   | — | —  | —  | —  | 1 | 0 | 0 | 0 | 2 |
| 2013–14                  | Beibarys Atyrau          | PHL                      | 2   | 0 | 1  | 1  | 0  | — | — | — | — | — |
| 2014–15                  | Herlev Eagles            | Superisligaen            | 27  | 3 | 14 | 17 | 16 | — | — | — | — | — |
| Hockeyallsvenskan totalt | Hockeyallsvenskan totalt | Hockeyallsvenskan totalt | 117 | 8 | 13 | 22 | 71 | 4 | 0 | 0 | 0 | 0 |
| Elitserien totalt        | Elitserien totalt        | Elitserien totalt        | 36  | 0 | 1  | 1  | 4  | 8 | 0 | 0 | 0 | 0 |

## Tränarkarriär
| Säsong  | Klubb             | Liga              | Roll                 | Kommentar                        |
| ------- | ----------------- | ----------------- | -------------------- | -------------------------------- |
| 2015/16 | Herlev Eagles     | Danmark           | Assisterande tränare |                                  |
| 2015/16 | Herlev Eagles     | Danmark           | Huvudtränare         | Tillträdde under pågående säsong |
| 2016/17 | Södertälje SK J20 | J20 SuperElit     | Assisterande tränare |                                  |
| 2017/18 | Södertälje SK J18 | J18 Elit          | Huvudtränare         |                                  |
| 2017/18 | Södertälje SK     | Hockeyallsvenskan | Assisterande tränare | Tillträdde under pågående säsong |
| 2018/19 | Södertälje SK     | Hockeyallsvenskan | Assisterande tränare |                                  |
| 2019/20 | Södertälje SK     | Hockeyallsvenskan | Assisterande tränare |                                  |
| 2019/20 | Södertälje SK     | Hockeyallsvenskan | Tränare              | Tillträdde under pågående säsong |
| 2020/21 | Södertälje SK     | Hockeyallsvenskan | Tränare              |                                  |
| 2021/22 | Södertälje SK     | Hockeyallsvenskan | Tränare              | Uppsagd 30 januari               |
| 2022/23 | Södertälje SK J20 | J20 Nationell     | Sportchef            |                                  |
| 2022/23 | Södertälje SK J18 | J18 Region        | Sportchef            |                                  |